# Tuulikki Pietilä
Pour les articles homonymes, voir Pietilä.
Ida Helmi Tuulikki Pietilä (née le 18 février 1917 à Seattle, Washington, États-Unis et morte le 23 février 2009 à Helsinki) est une graphiste finno-américaine. Elle était la compagne de Tove Jansson et la sœur de Reima Pietilä.

## Carrière
De 1933 à 1936, Tuulikki Pietilä commence ses études à l'École de dessin de Turku, puis de 1936 à 1940 à l'Académie finlandaise des beaux-arts.
De 1945 à 1949, elle étudie au Collège universitaire des arts, de l'artisanat et du design) de Stockholm et finalement de (1949–1953) à l'académie des beaux-arts de Fernand Léger à Paris.
Pendant ses études elle rencontre la compagne de sa vie Tove Jansson avec laquelle elle collabore à de très nombreux projets dont les œuvres sur les Moumines avec Pentti Eistola.
Elle compte parmi les artistes qui ont le plus influencé l'art graphique en Finlande.
Elle a participé à de nombreuses expositions d'art et a travaillé pendant plusieurs années en tant que professeur à l'Académie des beaux-arts.

## Prix
- Médaille Pro Finlandia, 1963